# Franz Pfeiffer (Politiker, 1784)
Franz Georg Pfeiffer (* 11. Januar 1784 in Marburg an der Lahn; † 15. April 1856 in Kassel) war ein deutscher Jurist und Politiker.

## Leben
Pfeiffer war Sohn des reformierten Pfarrers, Theologieprofessors und Konsistorialrates in Marburg Johann Jakob Pfeiffer und dessen Frau Luise Rebekka Rüppel. Burkhard Wilhelm Pfeiffer war ein Bruder. Er heiratete am 12. Januar 1809 in Kassel Susanne (Susette) Friederike Lagisse (* 6. April 1787 in Kassel; † 23. Mai 1861 ebenda), der Tochter der Sekretärs am Kommerzienkolleg in Kassel, Jean François Lagisse. Aus der Ehe ging der Sohn Friedrich Pfeiffer hervor.
Pfeiffer studierte Rechtswissenschaften in Marburg und wurde 1804 Prokurator bei der Marburger Regierung. Im Königreich Westphalen wurde er 1806 Procurator fisci und 1810 Procureuer du Roi in Kassel. 1814 war er Advocatus fisci in Kassel und wurde 1817 zum Hofgerichtsrat und Mitglied der Oberrentkammer ernannt. 1821 bis 1831 war er Regierungsrat und Polizeidirektor in Kassel, ab 1831 Polizeireferent im kurhessischen Innenministerium mit dem Titel Geheimer Regierungsrat. 1837 wurde er Konsistorialdirektor und 1841 bis 1844 Direktor der Landeskreditkasse in Kassel. Nach einer einjährigen Krankheit war er 1846 bis 1847 Deputierter der Regierungsdeputation in Rinteln und 1847 Oberzolldirektor. 1848 wurde er Direktor des Obersteuerkollegiums in Kassel, Mitglied des Kammerkollegiums, der Landeskrankenhauskommission, der Armenpflegekommission, landesherrlicher Kommissar der Stifte Kaufungen und Wetter, Direktor der landwirtschaftlichen Prüfungskommission beim Reformierten Waisenhaus und der Brandversicherungskommission. Gleichzeitig war er kurhessischer Bevollmächtigter bei den Verhandlungen über die Grenzstreitigkeiten zwischen Kurhessen, Preußen, Sachsen-Weimar-Eisenach und Waldeck.
1850 gehörte er dem Staatenhaus des Erfurter Unionsparlamentes an.

## Auszeichnungen
- Ritter des Ordens der Westphälischen Krone
- Roter Adlerorden 3. Klasse
- Großkreuz 2. Klasse des Großherzoglich Sachsen-Weimar-Eisenachischen Hausordens von der Wachsamkeit oder vom Weißen Falken
- Großkreuz 3. Klasse des Herzoglich Sachsen-Ernestinischen Hausordens